# 大王街道
大王街道，是中华人民共和国安徽省滁州市南谯区下辖的一个乡镇级行政单位。2020年3月，调整大王街道管辖范围。将龙蟠社区管理服务中心红庙社区会峰路以南、创业南路以东的赵油坊、二十墒、老油坊、罗郢、刘郢5个村民组划入大王街道管辖范围。

## 行政区划
大王街道下辖以下地区：
十八里店社区、大王村、荇塘村和郑郢村。